# ناوچه الکساندر نوسکی
ناوچه الکساندر نوسکی (به انگلیسی: Russian frigate Alexander Nevsky) یک کشتی بود.